# جون دافيسون
جون دافيسون (بالإنجليزية: John Davison)‏ (9 مايو 1970 في كندا - ) هو لاعب كريكت أسترالي. شارك مع منتخب كندا الوطني للكريكت. أما مع النوادي، فقد لعب مع فريق فكتوريا للكريكت وفريق جنوب أستراليا للكريكت ‏.

## وصلات خارجية
- جون دافيسون على موقع إي آس بي آن كريك إنفو (الإنجليزية)